# Блинов, Фёдор Абрамович
Фёдор Абрамович Блинов (25 июля 1831, Никольское, Саратовская область — 24 июня 1902, Балаково) — русский механик-самоучка, предприниматель (заводчик). По одной из версий — изобретатель первого в мире трактора на гусеничном ходу, получивший в 1879 году «привилегию» (патент) 2245 на изобретение «вагона с бесконечными рельсами, для перевозки грузов» (цит. по: Указатель, 1884). Из-за того, что в патенте не было указания на наличие у вагона двигателя, некоторые исследователи оспаривают право Блинова считаться изобретателем гусеничного трактора.
Гусеничный ход придумал Ричард Эджуорт в 1770 году, в России первый патент (привилегия) получен в 1837 году Д. А. Загряжским, который не смог реализовать свою идею из-за недостатка средств. Приоритет Блинова заключается в способе поворота гусеничной повозки.

## Биография
Первые биографы Блинова (писатели Лев Давыдов и Лев Гумилевский, инженер А. С. Исаев, А. М. Кирюхин и др.) не видели документы и допускали ошибки при описании его жизни.
Из крепостных крестьян Сергея Семёновича Уварова. Родился в деревне Никольское Вольского уезда Саратовской губернии (ныне — в Вольском районе Саратовской области) в семье кузнеца.
Во второй половине 1840-х годах во время засухи получил от помещика «отпускную» и работал бурлаком. В 1850 году устроился на пароход (буксир) «Геркулес» кочегаром.
Приблизительно с 1855 года работал машинистом на «Геркулесе». Однажды, при поломке коленвала, отремонтировал пароход, разделив приводы правого и левого гребных колес, таким образом усовершенствовал его — судно получило возможность поворачиваться на месте.
В 1877 году вернулся в Никольское. В 1877 году, благодаря содействию действительного статского советника К. Ф. Бентковского, Блинов получил возможность выступить в Санкт-Петербурге перед членами Императорского русского технического общества с представлением проекта гусеничного трактора.
Договорившись о финансировании с купцом Канунниковым, Блинов работал над постройкой гусеничного «вагона» и другими изобретениями, в частности, создал оригинальный одноцилиндровый насос удачной конструкции.
15 марта 1878 года написанная Блиновым патентная заявка на привилегию подана в Департамент мануфактур и внутренней торговли Министерства финансов от имени купца Канунникова, который также оплатил пошлину. Привилегия №2245 была выдана 20 сентября (2 октября) 1879 года:

Крестьянину Фёдору Блинову, на особаго устройства вагонъ съ безконечными рельсами, для перевозки грузовъ по шоссейнымъ и проселочнымъ дорогамъ, 20 Сентября, на 10 л.
— Хронологический указатель привилегий, выданных на основании Высочайше утверждённого 30 марта 1770 г. мнения Государственного Совета
В 1880 году (приблизительно) Ф. А. Блинов переехал в Вольск и поступил на работу на цементный завод Плигина.
В январе 1881 года Ф. А. Блинов несколько раз демонстрировал на улицах г. Вольска построенный им гусеничный вагон (платформу) на конной тяге.
В 1881 году  Ф. А. Блинов переехал в Балаково.
В 1887 году Ф. А. Блинов арендовал чугунолитейный завод и организовал производство пожарных насосов «Благословение» своей конструкции. По словам Я. В. Мамина, ученика Ф. А. Блинова, завод также выпускал сельскохозяйственный инвентарь и производил ремонт разнообразных деталей и механизмов.
В 1889 году Ф. А. Блинов демонстрировал свой насос на земской сельскохозяйственной и кустарно-промышленной выставке в Саратове и был награждён серебряной медалью.
Умер 24 июля 1902 г. в возрасте (полных) 70 лет, похоронен в с. Балаково на местном приходском кладбище. Могила утеряна.

### Гусеничный вагон Блинова

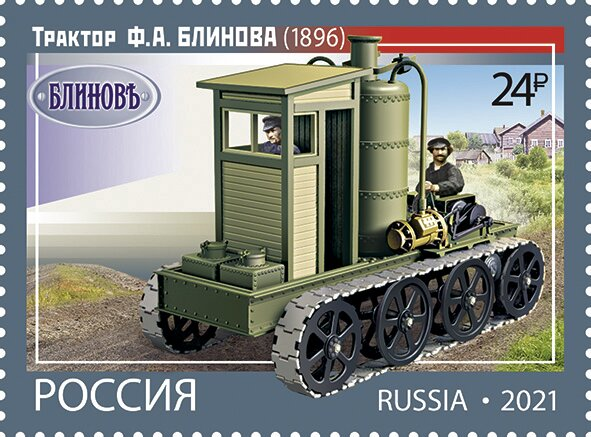
Российская почтовая марка «Трактор Ф. А. Блинова»

Блинову приписывают изобретение гусеничного трактора с паровым двигателем. Однако он изобрёл гусеничную повозку с независимыми гусеницами, тем самым решив проблему поворота гусеничного транспорта. Путаница возникла потому, что первые биографы допускали ошибки при описании его жизни.
С 1881 года Блинов начал строительство «самохода» на гусеничном ходу, который был построен через 7 лет, в 1888 году. Он имел устройство по типу вагона, в котором была установлена паровая машина мощностью 12 л. с. При этом машина развивала скорость 3 версты в час (3,2 км/час).
По легенде, «Самоход» Блинова выставлялся на русских промышленных выставках, в 1889 году он был показан в работе на сельскохозяйственной выставке в Саратове, в 1896 году — на Нижегородской ярмарке.
Выставка 1889 года была подробно освещена в прибавлении (приложении) к газете «Саратовский дневник» № 206, где есть сведения о награждении Блинова серебряной медалью за его насос, но нет никаких сведений о «вагоне» или «самоходе» Блинова.
Как указывает публицист Тимофей Скоренко, каких-либо свидетельств, что паровая версия была реально построена и экспонировалась на выставках, не найдено. Неизвестно ни одной фотографии трактора с Нижегородской и Самарской  выставок, хотя других фотографий с этих выставок есть немало. Известный чертёж трактора Блинова имеет позднее происхождение (1949 год). Заявочный лист Нижегородской выставки с упоминанием «паровоза с бесконечными рельсами для проселочных дорог» относится к лекторию выставки, а не к экспозиции. Сведения о тракторе Блинова основаны на творчестве писателя Давыдова.
В книге «Русская техника» историк техники В. В. Данилевский упомянул Ф. А. Блинова только как русского конструктора механизмов на гусеничном ходу и только во втором издании книги.
Информация об изобретении Блиновым гусеничной повозки появилась 4 января 1881 года в газете «Саратовский листок»:

Некто крестьянин Блинов, служивший механиком у Г. Плигина, изобрел машину для перевозки тяжестей с подвижными под колесами рельсами.
Устройство незамысловатое - рельсы, пристроенные к маленьким плиткам, особым устройством передних и задник колес движутся наподобие приводного шкива.
Машина обещает громадные выгоды и приложение во всех местностях.
— Цит. по кн. «Волжский самородок»
Ещё раз о повозке Блинова «Саратовский листок» написал 8 января 1881 года:

…г. Блинов, изобретатель бесконечных рельсов, делал на днях пробу своей платформы. Платформа с самодвижущимися рельсами, гружёная 550 пудами (2000 кирпичей и более 30 взрослых человек народа), запряженная парой обыкновенных лошадей, на днях проезжала несколько раз по улицам нашего города, вызвав всеобщее одобрение. Честь и заслуженная слава г. Блинову, механику-самоучке из крестьян Вольского уезда.

Новизна изобретения Блинова заключается в независимом движении гусениц, это решило проблему поворота гусеничного транспорта.

### Другие изобретения
Блинов создал не только гусеничную повозку. Он создал первый реальный проект кинематической схемы поворота гусеничного транспорта, применимый к любой гусеничной машине. Также изобрёл запальник (вариант калоризатора) для «нефтянки» (тогда так назывались дизельные ДВС, работающие на сырой нефти).
На рубеже XIX−XX веков Ф. А. Блинов изобрел свой вариант четырёхтактного двигателя внутреннего сгорания, который работал на сырой нефти (и его сын открыл завод по производству таких двигателей).

## Семья
Жена — Матрёна Афанасьевна (род. 1841, в девичестве Лепилина). Сыновья — Фёдор (1862—1864), Александр, Порфирий. Дочь — Устинья.
Порфирий Фёдорович Блинов открыл «Фабрику нефтяных двигателей и пожарных насосов „Благословение“ П. Ф. Блинова», на которой работало 150 человек.

## Память
В честь Ф. А. Блинова названа улица в Ленинском районе города Саратова. На родине в селе Никольское установлен памятник бюст Федора Абрамовича Блинова.
В 2018 году общественность Балаково предложила установить в городе памятник Ф. А. Блинову